# Alfred Lichtwark
Alfred Lichtwark, né le 14 novembre 1852 à Hambourg (Reitbrook) et mort dans cette ville le 13 janvier 1914, est un historien de l'art, directeur de musée  et professeur d'art allemand.
Il est l'un des fondateurs de l'éducation muséale et du Kunsterziehungsbewegung (de) (mouvement d'éducation artistique).